# Sanna Kämäräinen
Sanna Kämäräinen (Lapinlahti, 8 febbraio 1986) è una discobola finlandese.

## Palmarès
| Anno | Manifestazione    | Sede       | Evento           | Risultato | Prestazione | Note                          |
| ---- | ----------------- | ---------- | ---------------- | --------- | ----------- | ----------------------------- |
| 2004 | Mondiali juniores | Grosseto   | Lancio del disco | 29ª       | 41,42 m     |                               |
| 2005 | Europei juniores  | Kaunas     | Lancio del disco | 7ª        | 45,24 m     |                               |
| 2009 | Universiadi       | Belgrado   | Lancio del disco | 12ª       | 50,36 m     |                               |
| 2010 | Europei           | Barcellona | Lancio del disco | 20ª       | 53,07 m     |                               |
| 2011 | Universiadi       | Shenzhen   | Lancio del disco | 10ª       | 53,11 m     |                               |
| 2012 | Europei           | Helsinki   | Lancio del disco | 21ª       | 52,21 m     |                               |
| 2013 | Universiadi       | Kazan'     | Lancio del disco | 7ª        | 51,41 m     |                               |
| 2014 | Europei           | Zurigo     | Lancio del disco | 7ª        | 60,52 m     | Miglior prestazione personale |
| 2015 | Mondiali          | Pechino    | Lancio del disco | 27ª (q)   | 56,68 m     |                               |
| 2018 | Europei           | Berlino    | Lancio del disco | 19ª (q)   | 54,76 m     |                               |

## Campionati nazionali
- 5 volte campionessa nazionale nel lancio del disco (2011, 2013/2015)
- 3 volte nel lancio del disco invernale (2013/2015)
- 2 volte nel getto del peso (2014/2015)

2004
- 4ª ai campionati nazionali finlandesi, lancio del disco - 48,73 m

2005
- 6ª ai campionati nazionali finlandesi, lancio del disco - 46,73 m

2006
- 9ª ai campionati nazionali finlandesi, lancio del disco - 44,49 m

2007
- 4ª ai campionati nazionali finlandesi invernali, lancio del disco - 47,59 m
- 4ª ai campionati nazionali finlandesi, lancio del disco - 48,97 m

2008
- 8ª ai campionati nazionali finlandesi, getto del peso - 12,88 m
- Bronzo ai campionati nazionali finlandesi, lancio del disco - 51,01 m

2009
- Bronzo ai campionati nazionali finlandesi invernali, lancio del disco - 50,13 m
- Argento ai campionati nazionali finlandesi, lancio del disco - 52,03 m

2010
- Argento ai campionati nazionali finlandesi invernali, lancio del disco - 54,19 m
- Argento ai campionati nazionali finlandesi, lancio del disco - 54,13 m

2011
- Argento ai campionati nazionali finlandesi invernali, lancio del disco - 52,06 m
- Oro ai campionati nazionali finlandesi, lancio del disco - 54,98 m

2012
- 4ª ai campionati nazionali finlandesi indoor, getto del peso - 14,10 m
- Argento ai campionati nazionali finlandesi invernali, lancio del disco - 52,02 m
- Argento ai campionati nazionali finlandesi, lancio del disco - 54,44 m

2013
- 5ª ai campionati nazionali finlandesi indoor, getto del peso - 14,27 m
- Oro ai campionati nazionali finlandesi invernali, lancio del disco - 55,44 m
- Oro ai campionati nazionali finlandesi, lancio del disco - 53,46 m

2014
- Argento ai campionati nazionali finlandesi indoor, getto del peso - 15,20 m
- Oro ai campionati nazionali finlandesi invernali, lancio del disco - 58,28 m
- Oro ai campionati nazionali finlandesi, getto del peso - 14,92 m
- Oro ai campionati nazionali finlandesi, lancio del disco - 58,56 m

## Altre competizioni internazionali
2014
- 8ª al DN Galan ( Stoccolma), lancio del disco - 58,63 m
- 9ª al Weltklasse Zürich ( Zurigo), lancio del disco - 59,88 m
- 6ª al Zagreb Meeting ( Zagabria), lancio del disco - 55,60 m

2015
- 5ª in Coppa Europa invernale di lanci ( Leiria), lancio del disco - 61,07 m
- 6ª agli FBK Games ( Hengelo), lancio del disco - 58,02 m
- Bronzo agli Europei a squadre ( Čeboksary), lancio del disco - 58,53 m